# Heliophanus potanini
Heliophanus potanini är en spindelart som beskrevs av Schenkel 1963. Heliophanus potanini ingår i släktet Heliophanus och familjen hoppspindlar. Inga underarter finns listade i Catalogue of Life.